# Dominica nos Jogos Olímpicos de Verão de 2020
Dominica deverá competir nos Jogos Olímpicos de Verão de 2020 em Tóquio. Originalmente programados para ocorrerem de 24 de julho a 9 de agosto de 2020, os Jogos foram adiados para 23 de julho a 8 de agosto de 2021, por causa da pandemia COVID-19. Será a sétima participação da nação nos Jogos Olímpicos de Verão. 

## Competidores
Abaixo está a lista do número de competidores nos Jogos.
| Esporte   | Masculino | Feminino | Total |
| --------- | --------- | -------- | ----- |
| Atletismo | 1         | 1        | 1     |
| Total     | 1         | 1        | 2     |

## Atletismo
Atletas dominicanos conquistaram marcas de entrada, seja por tempo de qualificação ou por ranking mundial, nos seguintes eventos de pista e campo (até o máximo de 3 atletas em cada evento):
- Nota– As posições para os eventos de pista são em relação à bateria do atleta
- Q = Qualificado para a próxima fase
- q = Qualificado para a próxima fase como o perdedor mais rápido ou, em eventos de campo, pela posição sem atingir o alvo para qualificação
- NR = Recorde nacional
- N/A = Fase não aplicável para o evento
- Bye = Atleta não precisou disputar aquela fase

Eventos de pista e estrada
Masculino
| Atleta       | Evento | Eliminatória | Eliminatória | Semifinal | Semifinal | Final     | Final   |
| Atleta       | Evento | Resultado    | Posição      | Resultado | Posição   | Resultado | Posição |
| ------------ | ------ | ------------ | ------------ | --------- | --------- | --------- | ------- |
| Dennick Luke | 800 m  |              |              |           |           |           |         |

Eventos de campo
Feminino
| Atleta      | Evento       | Qualificação | Qualificação | Final     | Final   |
| Atleta      | Evento       | Distância    | Posição      | Distância | Posição |
| ----------- | ------------ | ------------ | ------------ | --------- | ------- |
| Thea LaFond | Salto triplo |              |              |           |         |